# Срђевдан
Срђевдан (7/20. октобар) - крсна слава посвећена Св. Срђу (Сергију; на лат. Sergius) и Вакху (на лат. Bachus), који су према легенди били римски достојанственици на двору цара Максимијана (Марко Аурелије Валерије), савладара цара Диоклецијана (286—305). Због припадности хришћанској вери и одбијања да се поклоне римским боговима посечени су у Сирији, где је њихов култ успостављен и одакле се раширио по истоку. Св. Сергије нарочито је био поштован у граду Ресафи, где је погубљен, који је једно време носио име „Сергиополис“ и у 6. веку био велико ходочасничко место читавог Истока.
Под царем Јустинијаном I (527—565), који је овим свецима подигао цркву у Цариграду, култ Св. Сергија и Вакха раширио се на запад, нарочито на простору између Драча и данашњег Дубровника, где је према сачуваним подацима постојало више од 15 цркава посвећених овим свецима. Одатле се слављење Срђевдана ширило у унутрашњост, тако да је ова слава у средњовековној Зети била једна од значајнијих. О томе сведочи и црква Св. Сергија и Вакха на Бојани, која је била место где су сахрањивани владари династије Војислављевић у 11. и 12. веку. Након обнове крајем 13. века, од стране српске краљице Јелене Анжујске и њених синова Драгутина и Милутина, та црква је могла да прими 3.000 верника.
Према једној легенди, приликом преноса моштију Светог Саве из Трнова, у Милешеву су пренете и мошти Св. Сергија и Вакха, где је од раније постојао култ ових светитеља, о чему сведоче и њихове фреске из најранијег периода фрескописа у Милешеви.
Земљорадници (ратари) нарочито пазе да на Срђевдан не излазе са воловима у поља, јер на тај дан не ваља орати. Срђевдан припада славама за које се припрема мрсна храна, изузев ако тај дан пада у среду или петак. На иконама се Св. Сергије и Вакхо представљају у обичним тадашњим одорама са крстом и митром, као знаком мучеништва.

## Биографија
Рођени у Риму, Свети мученици Сергије и Вакхо били су високи војни достојанственици на двору цара Максимијана и први међу великашима. Цар их је веома ценио и уважавао због њихове верности, мудрости и храбрости све док није сазнао да су хришћани. Пошто су одбили да заједно с њим принесу жртве идолима римских богова, цар их је свргнуо са положаја и наредио да им уместо војничких одела обуку женске хаљине, да им око врата ставе гвоздене обруче и да их тако водају улицама Рима. Затим их је послао у Азију код намесника Антиоха, који је свој положај задобио захваљујући њиховој препоруци цару. У граду Варвалису су их бацили у тамницу, где су Вакха тукли сировим воловским жилама док му нису раздробили тело ударцима под којима је уздахнуо. Сутрадан је Сергеју обули гвоздене опанке изнутра начичкане ексерима и потерали га у Росаф, град у Сирији, где су му, после мучења, одсекли мачем главу у близини реке Еуфрата. Свети мученици Сергије и Вакхо пострадали су 303. године. На месту погубљења Светог мученика Сергеја народ је саградио цркву у коју су смештене његове мошти. Због великог поштовања Светог Сергија, град његовог погубљења Росаф је једино време називан Сергиополис. Култ Светог Сергија и Вакха прво је успостављен у Сирији, одатле се проширио у остале крајеве. У средњем веку био је наручито развијен од Драча до Дубровника, да би се одатле ширио ка унутрашњости Балкана.

## Славље
Дан Светих Сергија и Вакха Срби признају под називом Срђевдан и Свети Срђ. У средњовековној Зети Срђевдан је била једна од највећих слава. Данас је као слава Срђевдан распрострањен на подручију Приморија и целе Босне, где је значајније концентрисан у околини Власенице, Тешња, Дервенте, Дубице, Приједора и Крупња. У Шумадијској епархији Срђевдан слави око 250 свечарских домова. У околини Ваљева и Светог Срђа, као свог заштитника, празновали обућари, а у Гружи су Срђевдан светковали ради срдобоље (дизентерије). Свети Срђ се сматра волујским свецем, па се тога дана не упрежу за рад. Према народном календару, Срђевдан се сматра једним од граничних дана на прелазу из јесени у зиму. И у метеоролошком смислу Срђевдан је био важна одредница. У време кад су зиме дуже трајале и кад је снежни покривач већ у октобру покривао земљу, настала је и народна изрека.

## Изрека
Свети Тома- снег већ дома,
Свети Срђе- снег све грђе.